# Gare de Bischwiller
Ne doit pas être confondu avec Gare de Bitschwiller.
La gare de Bischwiller est une gare ferroviaire française de la ligne de Vendenheim à Wissembourg, située sur le territoire de la commune de Bischwiller, dans la collectivité européenne d'Alsace, en région Grand Est.
Elle est mise en service en 1855 par la Compagnie des chemins de fer de l'Est (Est).
C'est une gare voyageurs de la Société nationale des chemins de fer français (SNCF) du réseau TER Grand Est, desservie par des trains express régionaux.

## Situation ferroviaire
Établie à 140 mètres d'altitude, la gare de Bischwiller est située au point kilométrique (PK) 16,791 de la ligne Vendenheim - Wissembourg, entre les gares de Kurtzenhouse et de Marienthal.

## Histoire
La station de Bischwiller est mise en service le 18 juillet 1855 par la Compagnie des chemins de fer de l'Est (Est), lorsqu'elle ouvre à l'exploitation la section de Vendenheim à Haguenau de son chemin de fer de Strasbourg à Wissembourg.
En 2014, c'est une gare voyageur d'intérêt régional (catégorie B : la fréquentation est supérieure ou égale à 100 000 voyageurs par an de 2010 à 2011), qui dispose de deux quais.

## Fréquentation
De 2015 à 2024, selon les estimations de la SNCF, la fréquentation annuelle de la gare s'élève aux nombres indiqués dans le tableau ci-dessous.
| Année                      | 2015    | 2016    | 2017    | 2018    | 2019    | 2020    | 2021    | 2022    | 2023    | 2024    |
| -------------------------- | ------- | ------- | ------- | ------- | ------- | ------- | ------- | ------- | ------- | ------- |
| Voyageurs                  | 560 026 | 541 035 | 578 058 | 597 882 | 656 797 | 495 341 | 601 949 | 690 484 | 716 006 | 737 554 |
| Voyageurs et non voyageurs | 700 033 | 676 294 | 722 573 | 747 353 | 820 996 | 619 176 | 752 437 | 863 105 | 895 007 | 921 943 |

## Service des voyageurs

### Accueil
Gare SNCF, elle dispose d'un bâtiment voyageurs, avec guichet, ouvert du lundi au vendredi et fermé les samedis, dimanches et jours fériés. Elle est équipée d'automates pour l'achat de titres de transport et un buffet est installé en gare. Des aménagements, équipements et services sont à la disposition des personnes à la mobilité réduite.

### Desserte
Bischwiller est une gare voyageurs du réseau TER Grand Est, desservie par des trains express régionaux des relations : Strasbourg - Haguenau (ligne 04). et  Strasbourg - Wissembourg - Neustadt (Weinstr) (ligne 34).

### Intermodalité
Un parc pour les vélos et un parking pour les véhicules y sont aménagés. 
Elle est desservie par des cars TER de la ligne Strasbourg (Gare) - Haguenau (Gare)

## Patrimoine ferroviaire
Le bâtiment voyageurs, de style néoclassique, rénové au début des années 2000, comporte un corps principal encadré par deux ailes et une avancée. Il date du milieu du XIXe siècle et a sans doute été agrandi au cours du temps.